# Frank Pakenham
Francis « Frank » Aungier Pakenham, 7e comte de Longford, né le 5 décembre 1905 à Londres et mort le 3 août 2001 dans cette même ville,, est un homme politique et universitaire britannique. L'un des rares aristocrates à avoir eu une carrière politique importante au sein du Parti travailliste, il est surtout connu pour sa volonté de réformer le système carcéral, et pour son excentricité.

## Biographie

### Jeunesse
Il est le deuxième fils de Thomas Pakenham, 5e comte de Longford, tué au combat durant la Première Guerre mondiale. Le titre de comte de Longford, de la pairie d'Irlande, est créé en 1785 pour Elizabeth Pakenham, Anglo-Irlandaise d'ascendance noble et fille de Michael Cuffe, député à la Chambre des communes irlandaise. Son père étant mort lorsqu'il n'a que neuf ans et sa mère étant distante et « souvent cruelle » à son encontre, Frank Pakenham n'a pas une enfance heureuse. Comme beaucoup de jeunes hommes de milieu aisé, il est éduqué au collège d'Eton, puis il étudie la finance à l'université d'Oxford. Durant ses années à Oxford, où il s'avère très bon étudiant, il est membre du controversé Bullingdon club et se lie d'amitié avec l'intellectuel conservateur Evelyn Waugh, mais également avec Hugh Gaitskell, futur chef du Parti travailliste. C'est lors d'une fête pour célébrer le diplôme de ce dernier qu'il rencontre Elizabeth Harman, qu'il épousera en 1931,,,.

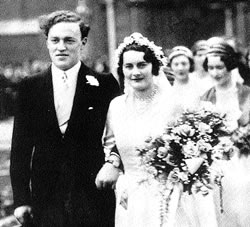
Mariage de Frank Pakenham et d'Elizabeth Harman en 1931.

Il rejoint le Parti conservateur en 1931, à l'âge de 25 ans, peu avant son mariage. Ses convictions sont celles d'un conservatisme one-nation, dans la tradition de Benjamin Disraeli : Il souhaite une réconciliation des classes sociales autour de politiques sociales menées par les classes aisées et le Parti conservateur en faveur des pauvres. Aux élections législatives de 1935, Elizabeth, dont les convictions sont socialistes, se présente sans succès comme candidate du Parti travailliste dans la circonscription de Cheltenham. Il soutient sa campagne électorale, bien qu'il ne partage pas encore ses idées. En 1936 toutefois, lorsque les « chemises noires » du l'Union britannique des fascistes agressent des opposants en marge d'un discours de leur chef Oswald Mosley à Oxford, Frank Pakenham participe à la bagarre contre les chemises noires. Frappé à plusieurs reprises, il souffre d'un traumatisme crânien, et c'est durant sa récupération qu'il décide de rejoindre le Parti travailliste,.

### Engagement au Parti travailliste
Avec « le zèle du converti », il se range à l'aile gauche du parti et soutient le mouvement porté par Stafford Cripps pour un Front populaire : une alliance électorale qui irait de la gauche du Parti conservateur (représentée notamment par Winston Churchill) jusqu'au Parti communiste de Grande-Bretagne en passant par les travaillistes, contre le gouvernement conservateur de Neville Chamberlain qui mène une politique d'apaisement de l'Allemagne nazie et de l'Italie fasciste. Enseignant la science politique à l'université d'Oxford depuis 1932, en 1938 il se convertit du protestantisme au catholicisme romain, en quête de certitude spirituelle et morale. Dans le même temps, en anticipation d'une guerre probable contre les puissances fascistes d'Europe continentale, il rejoint l'Armée, et est intégré à la force de réserve du régiment d'infanterie légère d'Oxfordshire et du Buckinghamshire. Affaibli toutefois par des attaques répétées de gastro-entérite, il est réformé de l'armée en mai 1940. Se sentant humilié par cet échec, il subit une dépression. Il s'en remet en se consacrant à un engagement social et politique. Mettant à profit sa formation d'économiste, il passe les deux années et demie qui suivent comme assistant auprès de William Beveridge, l'économiste qui prépare le très influent rapport Beveridge recommandant la création d'un système universel de sécurité sociale après la guerre,.

### Ministre sous Clement Attlee (1945-1951)
Aux élections législatives de 1945, il se présente sans succès comme candidat travailliste dans la circonscription d'Oxford, contre le conservateur Quintin Hogg. Ayant fait campagne pour la création d'un État-providence sur la base du rapport Beveridge, les travaillistes remportent toutefois largement ces élections et Clement Attlee devient Premier ministre. Pour pouvoir nommer Frank Pakenham membre de son gouvernement, Attlee obtient du roi George VI de l'anoblir. Frank Pakenham devient baron Pakenham de Cowley, de la pairie du Royaume-Uni, et siège dès lors à la Chambre des lords, sur les bancs travaillistes. D'abord nommé à un poste de ministre adjoint à la Sécurité sociale en raison de sa participation au rapport Beveridge, il demande rapidement un poste ayant trait aux affaires militaires, et est nommé sous-secrétaire d'État parlementaire au ministère de la Guerre en 1946. C'est également cette année là que son frère Edward Pakenham, 6e comte de Longford (en), est nommé membre du Sénat de l'État libre d'Irlande par le Premier ministre irlandais Éamon de Valera. Frank Pakenham se définit lui-même comme un nationaliste irlandais et voyagera toujours avec son passeport irlandais plutôt que britannique.
En 1947 il est nommé chancelier du duché de Lancastre, poste ministériel aux attributs flexibles ; le gouvernement lui donne la responsabilité ministérielle de la Zone d'occupation britannique en Allemagne. Il se dédie pleinement à la tâche, « s'acharn[ant] à empêcher que les Allemands ne meurent de faim ». Il obtient la réouverture d'écoles et d'hôpitaux. Lorsqu'il affirme publiquement aux Allemands que les Britanniques leur ont pardonné la guerre, il s'attire la colère de bon nombre de ses compatriotes. « Profondément ému » par la souffrance et la pauvreté des Allemands après la guerre, il plaide pour une politique rapide de « partenariat d'égaux » avec l'Allemagne. Non sans gentillesse, Clement Attlee lui fait comprendre que cette notion est prématurée, et le mute au poste de ministre de l'Aviation civile de 1948 à 1951. En 1951 il est brièvement Premier Lord de l'Amirauté (ministre de la Marine), avant que les travaillistes ne perdent les élections cette année-là,,.

### Engagement social et ministre sous Harold Wilson
Il deviant banquier et, dans le même temps, commence à s'intéresser à la criminalité. Il mène une grande étude sur les causes de celle-ci, interrogeant des psychologues, des juges, des sociologues, et visitant lui-même de nombreuses prisons pour s'entretenir tant avec des détenus qu'avec les membres du personnel pénitentiaire. Il publie les résultats en 1958 dans un ouvrage intitulé Causes of Crime, dans lequel il reconnaît la nécessité de la punition mais soutient aussi le besoin d'accompagner les détenus, faisant valoir que la cruauté à leur encontre ne peut générer que de la cruauté en retour. Il fonde une association appelée New Bridge pour aider la réinsertion sociale des anciens détenus, et préside la rédaction par cette association d'un projet de compensation des victimes de violences, bientôt adopté par le gouvernement. Lorsque les travaillistes menés par Harold Wilson retrouvent le pouvoir en 1964, Frank Pakenham -désormais 7e comte de Longford depuis la mort de son frère en 1961- est nommé ministre chargé des relations avec la Chambre des lords (Leader of the House of Lords) de 1964 à 1968 et brièvement ministre des Colonies de 1965 à 1966, en période de décolonisation paisible des territoires britanniques en Afrique. Il participe à la création par ce gouvernement du principe de libération conditionnelle. En 1966, il est critiqué pour avoir participé aux côtés d'Éamon de Valera aux célébrations marquant le cinquantenaire de la violente insurrection de Pâques à Dublin. En 1968, sachant que Harold Wilson souhaite le limoger, il démissionne. Après avoir quitté le gouvernement, il crée le New Horizon Youth Centre à Soho pour aider les jeunes en difficulté, qu'ils soient délinquants ou non, et s'évertuer à comprendre ce qui a provoqué leur marginalisation,.

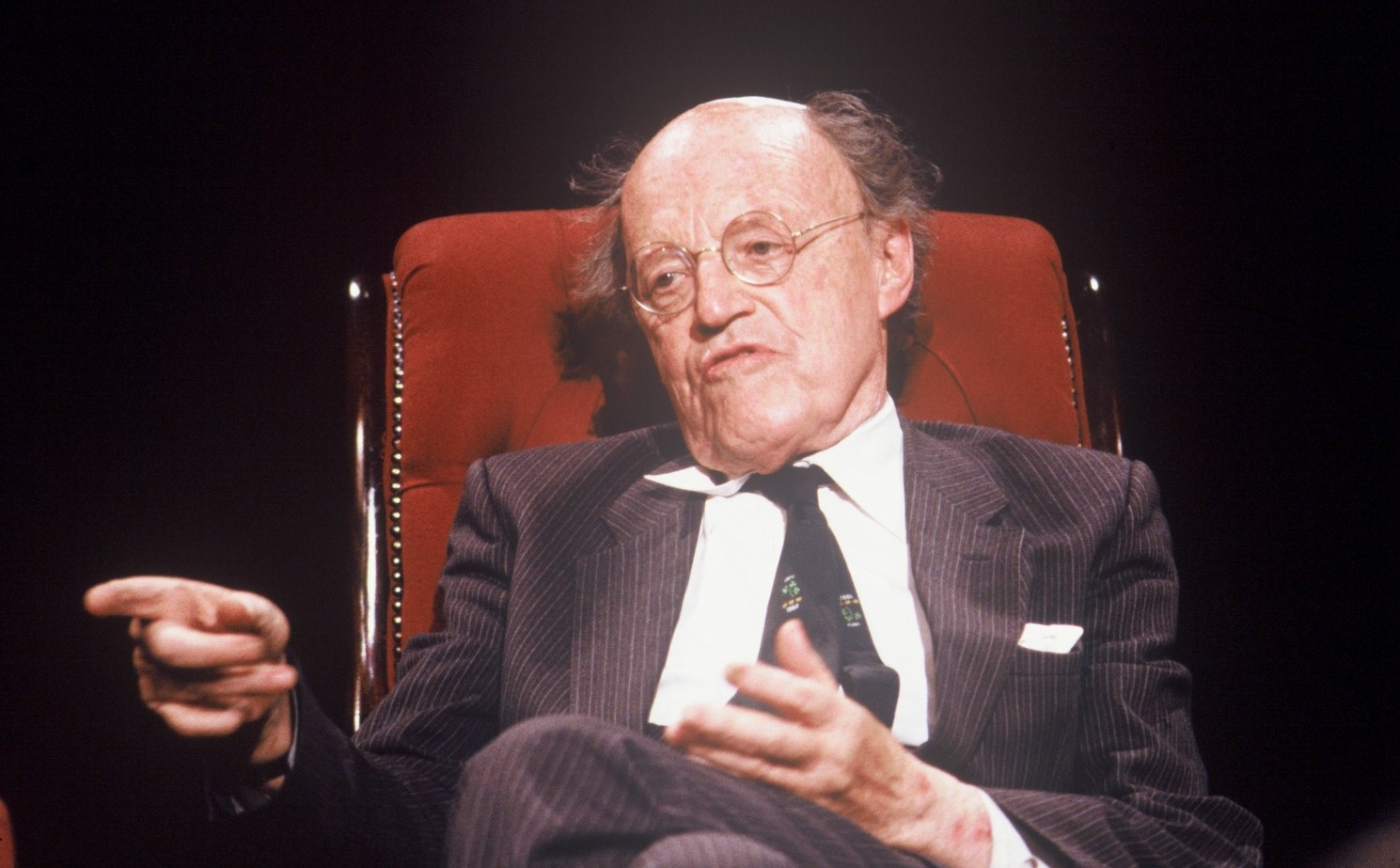
Le comte de Longford à l'émission télévisée After Dark en 1988.

En 1971, il est fait chevalier de l'ordre de la Jarretière. La même année, il soulève à la Chambre des lords la question de savoir comment restreindre la pornographie sans avoir à rétablir la censure récemment abolie. Il établit de lui-même un comité pour étudier — sans grand succès — la question, comprenant entre autres les romanciers conservateurs Kingsley Amis et Malcolm Muggeridge, le journaliste conservateur Peregrine Worsthorne (en), le juge Edmund Davies et l'archevêque d'York, Donald Coggan. Sa campagne contre la pornographie fait de lui un temps une figure médiatique, invité sur divers plateaux télévisés et à la radio, même s'il devient également la cible de moqueries. Il se consacre également à l'écriture. Son ouvrage Peace By Ordeal en 1935, une étude historique du contexte et des conséquences du traité de 1921 ayant reconnu l'indépendance de l'Irlande, avait été considéré bon ; ses nouveaux écrits, développant sa pensée chrétienne sur l'humilité et le pardon, ne le sont pas. Il continuera toute sa vie à visiter des détenus, les écouter et leur exprimer sa compassion, mais sera vivement critiqué pour la longue campagne qu'il mène, sans succès, pour obtenir la libération de Myra Hindley, condamnée à la prison à perpétuité pour le meurtre de deux enfants et sa complicité dans le meurtre de trois autres et dont il est devenu ami, la considérant presque comme un membre de sa famille,. Le téléfilm Longford, en 2006, portera sur cette relation ; Frank Pakenham y est incarné par l'acteur Jim Broadbent, qui met l'accent sur sa naïveté bien intentionnée.
Bien qu'ayant hérité en 1961 du château de Tullynally, dans le comté de Westmeath dans le centre de l'Irlande, avec son titre de comte, il donne immédiatement le château à son fils aîné et vit avec son épouse dans une maison du Sussex, en Angleterre. Le couple a huit enfants, quatre fils et quatre filles. Sept lui survivent, sa fille Catherine étant morte en 1969 dans un accident de la route. Son fils aîné, le journaliste Thomas Pakenham, hérite du titre de 8e comte de Longford, mais pas du titre de baron Pakenham car celui-ci a perdu son caractère héréditaire lors de la réforme de la Chambre des lords en 1999 et s'est éteint avec la mort de Frank Pakenham. Parmi les autres enfants de Frank et Elizabeth Pakenham, Antonia Fraser est romancière et historienne, Rachel Billington est également romancière et Michael Pakenham (en) est un haut diplomate britannique,.